# Cyrtognatha quichua
Cyrtognatha quichua là một loài nhện trong họ Tetragnathidae.
Loài này thuộc chi Cyrtognatha. Cyrtognatha quichua được miêu tả năm 2009 bởi Dimitrov & Hormiga.